# Jorge Luis Pinto
Jorge Luis Pinto Afanador (* 16. Dezember 1952 in San Gil) ist ein kolumbianischer Fußballtrainer.

## Ausbildung
Pinto war nie selbst Nationalspieler oder professioneller Fußballer, sondern stieg auf akademischem Weg in den Trainerberuf ein: Er studierte Sportwissenschaften in Kolumbien, Brasilien und Deutschland. Während seiner Studienzeit in Köln war er regelmäßiger Besucher der Trainingseinheiten des 1. FC Köln, in denen er die Taktik des damaligen Trainers Rinus Michels analysierte.

## Trainerkarriere
Ab Mitte der 1980er Jahre trainierte Pinto verschiedene Vereinsmannschaften, zuerst in seinem Geburtsland Kolumbien, später auch in Peru und Costa Rica, wo er mit Alianza Lima und LD Alajuelense seine ersten Meistertitel gewann. Von 2004 bis 2005 betreute Pinto die Nationalmannschaft von Costa Rica. Nachdem er dort kurz vor der Weltmeisterschaft 2006 in Deutschland entlassen worden war, wurde er neuer Trainer beim kolumbianischen Verein Cúcuta Deportivo. Dort gewann er mit dem Verein die bis heute einzige Meisterschaft. Im Jahr 2007 wurde er neuer Trainer der kolumbianischen Nationalmannschaft. Mit Kolumbien scheiterte er in der Qualifikation zur Weltmeisterschaft 2010 in Südafrika.
Nach weiteren Trainerstationen bei Vereinen in Ecuador und Venezuela trainierte er ab 2011 wieder die Nationalmannschaft von Costa Rica. Er gewann die Copa Centroamericana 2013 und qualifizierte sich mit den Mittelamerikanern für die Weltmeisterschaft 2014 in Brasilien. Somit kam er nach zwei gescheiterten Versuchen 2014 zu seiner ersten WM-Teilnahme. Seinem Team wurden in Gruppe D die drei Ex-Weltmeister Uruguay, Italien und England zugelost und Costa Rica galt als Außenseiter. Im ersten Gruppenspiel besiegte die Mannschaft von Pinto Uruguay mit 3:1, im zweiten Spiel Italien mit 1:0. Im letzten Spiel reichte Costa Rica ein 0:0 gegen England für den Gruppensieg und den Einzug in das Achtelfinale. Dort besiegte man Griechenland nach einem 1:1-Unentschieden nach Verlängerung im Elfmeterschießen mit 5:3 und zog erstmals ins Viertelfinale ein. Dort unterlag man den Niederlanden mit 3:4 nach Elfmeterschießen. Am 25. Juli 2014 wurde bekannt, dass sich Pinto mit dem costa-ricanischen Fußballverband nicht über eine Vertragsverlängerung verständigen konnte. Die Funktionäre ließen ihm bei der Wahl seiner Mitarbeiter nicht freie Hand, weshalb er von seinem Amt zurücktrat. Am 7. Dezember 2014 wurde er als neuer Nationaltrainer von Honduras gemeldet. Von 2018 bis 2019 war er Trainer des kolumbianischen Vereins Millonarios FC. Im Juli 2020 wurde Pinto Cheftrainer der Nationalmannschaft der Vereinigten Arabischen Emirate, aber nach nur drei Spielen wieder entlassen.

## Erfolge

### Als Vereinstrainer
Alianza Lima
- Peruanischer Fußballmeister 1997
- Peruanischer Fußballmeister 1999

Alajuelense
- Zentralamerika-Meister 2002
- Costa-ricanischer Fußballmeister 2002 (Apertura)
- Costa-ricanischer Fußballmeister 2003 (Apertura and Clausura)

Cúcuta Deportivo
- Kolumbianischer Fußballmeister 2006

Deportivo Táchira
- Venezolanischer Fußballmeister 2011

### Als Nationaltrainer
Costa-Rica
- Copa Centroamericana 2013